# Idaea herbariata
Idaea herbariata là một loài bướm đêm trong họ Geometridae.